# Aegilops searsii
Aegilops searsii là một loài thực vật có hoa trong họ Hòa thảo. Loài này được Feldman & Kislev mô tả khoa học đầu tiên năm 1978.